# Corcoué-sur-Logne
Corcoué-sur-Logne è un comune francese di 3 152 abitanti situato nel dipartimento della Loira Atlantica nella regione dei Paesi della Loira.

## Storia

### Simboli
Lo stemma è ancora in corso di approvazione. Le tre chiese raffigurate sono quelle dei vecchi comuni di Saint-Jean-de-Corcoué, Saint-Étienne-de-Corcoué e La Bénate; la fascia ondata rappresenta il fiume Logne; l'oro e il nero sono i colori tradizionali del Pays de Retz e ricordano l'appartenenza di Corcoué-sur-Logne a questa regione.

## Società

### Evoluzione demografica
Abitanti censiti